# Pelješac híd

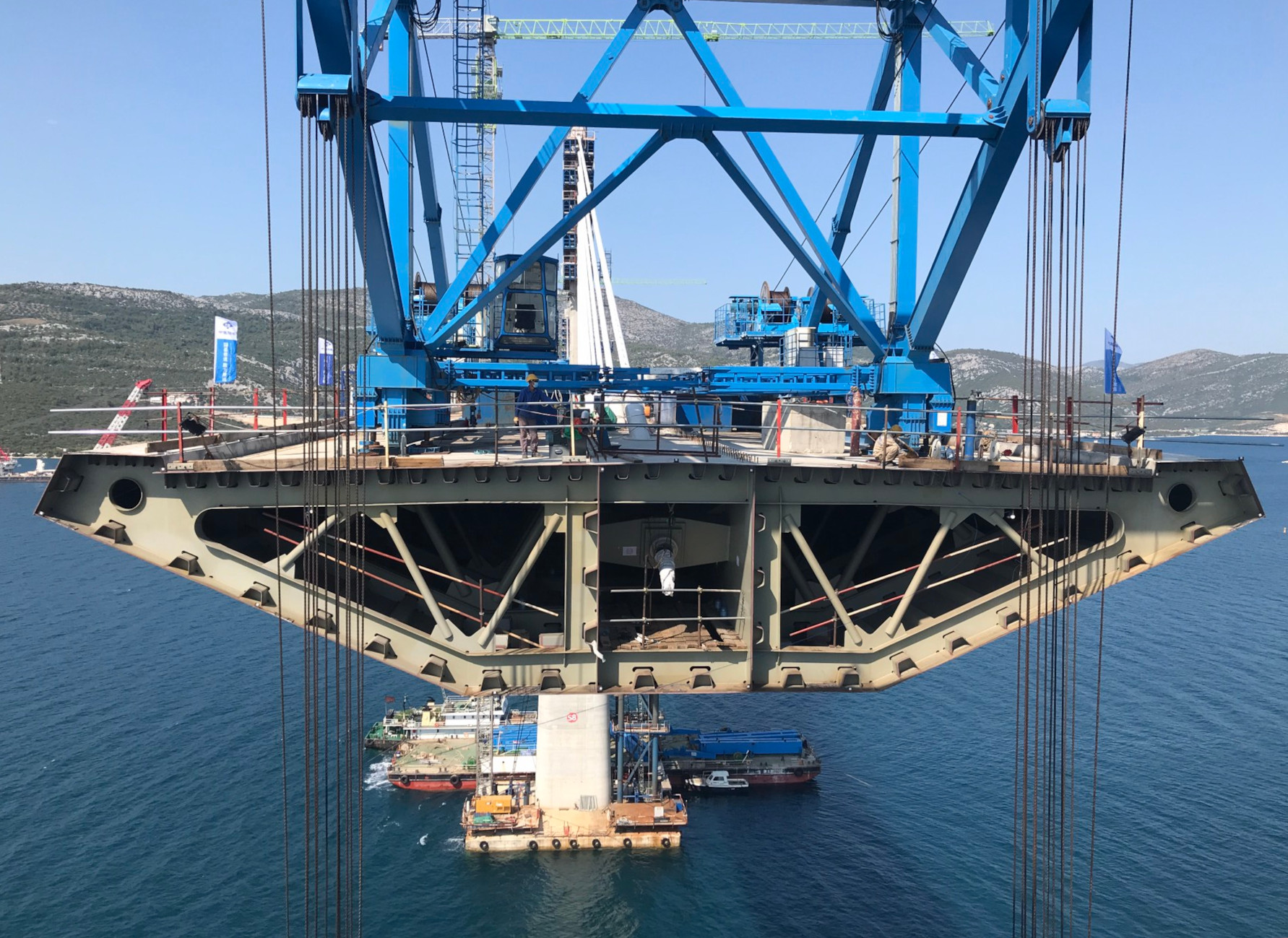
Az utolsó hídelem helye (2021. július)

A Pelješaci híd (horvátul: pelješki most) az A1-es autópálya vonalán, a bosznia-hercegovinai tengeri kijáratot (Neum) elkerülő, két sávos úttal kiépített kábelhíd, amelyen végig Horvátország területén haladva elérhető közúton Dubrovnik. Az autópályahíd Komarnát köti össze Stonnal a Pelješac-félsziget érintésével.

## Története
Horvátország és Bosznia-Hercegovina határait a föderatív alapon szerveződő második Jugoszlávia, az 1946. január 31-én megalakult Jugoszláv Szövetségi Népköztársaság rendezte. Amikor 1991-ben Horvátország, majd 1992-ben Bosznia-Hercegovina is függetlenek lettek, ezen határkijelölés országhatárrá alakult, és megszűnt a horvát tengerpart szárazföldi területei közötti szabad átjárás lehetősége, mivel a bosnyák közigazgatás részét képező Neum beékelődött ezen útvonalba.
1996-ban Bosznia-Hercegovina és Horvátország aláírta a Neum-megállapodást, amelyben Horvátország részére biztosította az akadálytalan áthaladást Neum mellett, de a megállapodást nem hagyták jóvá, így a határellenőrzés megmaradt.
1997-ben Dubrovnik-Neretva megye prefektusa, Ivan Šprlje, a Horvát Szociáldemokrata Párt (SDP) képviseletében nyilvánosan javasolta a híd építését. A Horvát Demokratikus Közösség (HDZ) eredetileg elutasította az elképzelést, de 1998-ban már támogatta azt. 2000-ben bekerült a híd a térségi rendezési tervbe, és elkészültek az első építési tervek is.
A hídprojekt ára emelkedett a kezdeti becslésekhez képest. 2005 novemberében elindult az előkészítő projekt, a tervezés. A híd kialakításakor Bosznia-Hercegovina kéréseinek is eleget tettek, így a terveket módosították, amit a két fél 2006. decemberi megállapodása zárt le.
2007 májusában elkészült a tenderterv. 2007. június 11-én a Hrvatske ceste, Horvátország állami közútkezelő vállalata meghirdette a közbeszerzési eljárást. 2007. augusztus 28-án megjelent az ajánlattevők listája: Constructor, Viaduct, Hidroelektra (Horvátország); Dywidag (Németország); Strabag, Alpine Bau (Ausztria); Cimola (Olaszország); Eiffel (Franciaország). A kiírás szerint az építési munkáknak 2007 őszén meg kellett kezdődniük és a vállalkozónak várhatóan négy éven belül be kellett fejezniük a projektet. Az építési költségeket akkor 1,9 milliárd kunára, közel 260 millió euróra becsülték. A finanszírozást a horvátországi cégek és az európai befektetési bankok által nyújtott hitelek biztosították volna.
2007. szeptember 14-én az Építésügyi Minisztérium bejelentette, hogy a nyertes kivitelező a / Viadukt / HIDROELEKTRA Konzorcium lett. Az északi és a déli oldalon az építési munkálatok 2007. október 24-én megkezdődtek, a vízalatti munkák pedig 2008 őszén.
2009 júliusában a gazdasági válság és finanszírozási nehézségek miatt sokkal lassúbb kivitelezés mellett a híd átadását 2015-re becsülték,  majd 2010-ben az egyre lassuló munkákat pénzügyi problémák miatt ideiglenesen leállították. 2012. május 17-én a szociáldemokrata kormány – amely már ellenzékben is bírálta a tervet – a Konstruktor-Inženjering, Viadukt és Hidroelektra niskogradnja konzorciummal kötött szerződést felmondta. A projekt határozatlan időre megállt.
Horvátország uniós csatlakozása – 2013. július 1. – után megoldást kellett keresni a közlekedési problémák és a korridorút miatt. Korábban felmerült, hogy híd helyett kompokkal kellene az autókat átszállítani a félszigetre, vagy inkább alagutat kellene fúrni. Ezzel a megoldással a tengerparti Neum települése járt volna a legrosszabbul, hiszen az átutazó turizmus megszűnt volna. Ugyanakkor az ország Európai Uniós tagságával és majdani schengeni egyezményhez való csatlakozásával a biztonsági kérdéseket is meg kellett oldani.
A középtávú alternatívák szerint tranzit autópálya épülhetett volna a Neum-folyosón. Azt megerősítették, hogy az Európai Bizottság előzetes megvalósíthatósági tanulmánya szerint a két változat a híd, a bekötő utak és az út között a Pelješac-félszigeten átvezető útvonal kapta a legtöbb szavazatot a számos lehetőség közül. A Pelješac híd építését pedig további vizsgálat alapján az EU vehette volna át és a 75 százalékát finanszírozhatta volna.
Miután új közbeszerzési pályázatot írtak ki a kivitelezésre, 2017 áprilisában a közlekedési miniszter bejelentette, hogy az év őszén az építési munka folytatódhat és a befejezés dátuma 2022 lehet. A híd költségét ekkor körülbelül 420 millió euróra becsülték. 2017. június 7-én az Európai Unió bejelentette, hogy az építési költségek 85%-át fogja fizetni. Hárman vettek részt a közbeszerzési pályázaton – közölte a Horvát Utak (Hrvatske ceste) vállalat –, amelynek nyertese a China Road and Bridge Corporation, a CCCC Highway Consultants, a CCCC Second Highway Engineering és a CCCC Second Harbour Engineering közös ajánlata lett. A munkálatokat nettó 2 milliárd 80 millió kunáért (86 milliárd 600 millió forint) végezte el a konzorcium, 36 hónapos határidővel. A tenderen az olasz Astaldi és a török IC ICTAS konzorciuma 2 milliárd 550 millió, a német Strabag 2 milliárd 620 millió kunás ajánlatot tett. A szerződés aláírására 2018. július 30-án került sor.
Bosznia-Hercegovina már 2017 januárjában jóváhagyta az építési projektet. Bár a hidat a horvát vizek felett vezetik, Bosznia-Hercegovina aggodalmát fejezte ki a szerkezet dimenziói miatt. A túl kicsi híd befolyásolhatta volna az egyetlen bosznia-hercegovinai hozzáférést a Földközi-tengerhez Neum kikötőjéből. Zágráb megpróbált eleget tenni a boszniai kéréseknek: megemelte a híd tervezett magasságát 35 méterről 55 métere, valamint a tartópillérek egymás közti távolságát 200 méter szélességűre növelte, hogy bármilyen hajó akadálytalanul közlekedhessen alatta, ami jelentősen megdrágította a projektet.
A híd területén a talaj geológiai szerkezetét 2004-től 2011-ig hatvan kutatófúrással tárták fel, amelyek 130 m-rel mentek a fenék alá, és a vállalkozó további tizenhét kutatást végzett egy új projekt keretében 2018-ban.
A híd építésére vonatkozó szerződést 2018. április 23-án írták alá a kínai China Road and Bridge Corporation vállalattal. 2018. december 27-én a kínai Zhen Hua 7 tengerjáró három kisebb hajóval és egy nagy daruval érkezett a pilonok építéséhez. A mélyalapozást 2019. január 20-án kezdték meg, aminek időpontját az erős szél késleltette. A hídépítés első szakaszának befejezésére 2019. április 11-én került sor, amikor Li Ko-csiang kínai miniszterelnök Andrej Plenković horvát kormányfővel leleplezett egy emléktáblát, és a gombok együttes megnyomásával megkezdték a leghosszabb, 128 méteres pilon építését. A Da Yu Sia hajó egy hónapos hajóút után 2020. február 24-én kikötött Ploče mellett a híd első 29 elemével. A híd egyes pillérei ekkora már elkészültek, és előkészítésre került az első szakaszok összeszerelése is. A hajó segítségével a híd egyes részeit úszó emelvényekre rakodták ki, amelyeket vontatók húztak a telepítési helyükre. 2021. július 28-án a híd pályaszerkezetének utolsó elemét is elhelyezték, ezzel pedig a híd szerkezete folytonossá vált.
Átadására 2022. július 26-án került sor.

## Műszaki adatok
A Pelješaci híd, amellyel Horvátország a boszniai tengerpartot elkerülő, közvetlen közúti összeköttetést alakított ki saját, délebbre fekvő tengerparti földsávjával, stratégiai kiemelt projekt volt Horvátországban, összértéke bruttó 526 millió euró. Az Európai Unió 357 millió euróval támogatta a kivitelezést, erről 2017 júniusban döntött az Európai Bizottság.
A Pelješac híd 568 méteres átlagával (teljes hossza 2404 méter) Horvátország legnagyobb kábelhídja. A vasbeton oszlopok 240 méter magasságúak és 50-70 méter mélyen épülnek a kőzetre. A felépítmény 21 méter széles és nem haladja meg az 55 méteres tengerszint feletti magasságot. Az útpályán irányonként 1-1 forgalmi sávot alakítottak ki.
A híd összeköttetése segít a Pelješac-félsziget és a Neretva folyó területének újjáélesztésében és a negatív demográfiai trendek ellensúlyozásában. Különösen Korčula, Lastovo és Mljet lakossága, illetve Dubrovnik városa profitál a jobb szárazföldi kapcsolatokból a többi horvátországi településsel.

## Fordítás
- Ez a szócikk részben vagy egészben a Pelješac-Brücke című német Wikipédia-szócikk fordításán alapul.  Az eredeti cikk szerkesztőit annak laptörténete sorolja fel. Ez a jelzés csupán a megfogalmazás eredetét és a szerzői jogokat jelzi, nem szolgál a cikkben szereplő információk forrásmegjelöléseként.